# 錢卡約克山
10°04′07″S 77°00′58″W / 10.06861°S 77.01611°W
錢卡約克山（Chancayoc），是秘魯的山峰，位於該國北部安卡什大區，由博洛涅西省的瓦斯塔區負責管轄，屬於安地斯山脈的一部分，海拔高度4,800米。